# Санбері (Огайо)
Санбері (англ. Sunbury) — селище (англ. village) в США, в окрузі Делавер штату Огайо. Населення — 6614 особи (2020).

## Географія
Санбері розташоване за координатами 40°14′54″ пн. ш. 82°51′55″ зх. д. / 40.24833° пн. ш. 82.86528° зх. д. (40.248247, -82.865261).  За даними Бюро перепису населення США в 2010 році селище мало площу 8,54 км², з яких 8,49 км² — суходіл та 0,05 км² — водойми. В 2017 році площа становила 12,50 км², з яких 12,44 км² — суходіл та 0,05 км² — водойми.

## Демографія
Згідно з переписом 2010 року, у селищі мешкало 4389 осіб у 1671 домогосподарстві у складі 1211 родини. Густота населення становила 514 особи/км².  Було 1774 помешкання (208/км²).
Расовий склад населення:
| - 95,2 % — білих - 1,1 % — чорних або афроамериканців - 1,1 % — азіатів - 0,2 % — корінних американців - 0,1 % — вихідців з тихоокеанських островів |

До двох чи більше рас належало 1,5 %. Частка іспаномовних становила 1,7 % від усіх жителів.
За віковим діапазоном населення розподілялося таким чином: 29,8 % — особи молодші 18 років, 58,8 % — особи у віці 18—64 років, 11,4 % — особи у віці 65 років та старші. Медіана віку мешканця становила 33,6 року. На 100 осіб жіночої статі у селищі припадало 90,1 чоловіків;  на 100 жінок у віці від 18 років та старших — 84,7 чоловіків також старших 18 років.
Середній дохід на одне домашнє господарство  становив 71 760 доларів США (медіана — 69 882), а середній дохід на одну сім'ю — 80 597 доларів (медіана — 74 971). Медіана доходів становила 57 104 долари для чоловіків та 40 924 долари для жінок. За межею бідності перебувало 4,4 % осіб, у тому числі 4,7 % дітей у віці до 18 років та 1,3 % осіб у віці 65 років та старших.
Цивільне працевлаштоване населення становило 2382 особи. Основні галузі зайнятості: освіта, охорона здоров'я та соціальна допомога — 35,4 %, роздрібна торгівля — 13,1 %, фінанси, страхування та нерухомість — 10,5 %, виробництво — 10,1 %.